# Сульфатиди

Структуральна формула сульфатидів.

Структура сульфатидів.

Сульфатиди (англ. sulfatides) — гідрогенсульфатні естери глікосфінголіпідів. Окремі сполуки
називаються як гліцеросфінголіпідні похідні.